# Bảo Định
Bảo Định (tiếng Trung giản thể: 保定市) là một địa cấp thị của tỉnh Hà Bắc, cách thủ đô Bắc Kinh khoảng 150 km về phía tây nam. Bảo Định có diện tích 22.185 km² (8.566 dặm vuông). Tính đến năm 2020, thành phố này có dân số là 11.544.036 người, trong đó có 2.549.787 người cư trú tại 4 trong 5 quận nội thành: Liên Trì, Tranh Tú, Thanh Uyển, Mãn Thành. Bảo Định xếp thứ 7 trong 13 địa cấp thị của Trung Quốc có dân số hơn 10 triệu.

## Lịch sử
Bảo Định là một thành phố có lịch sử từ thời Tây Hán. Thành phố đã bị người Mông Cổ phá hủy vào thế kỷ 13, nhưng sau khi người Mông Cổ thiết lập nhà Nguyên, nó đã được xây dựng lại. Nó có được cái tên "Bảo Bình" dưới thời Nguyên - cái tên được hiểu đại khái là "bảo vệ kinh đô", ám chỉ sự lân cận của thành phố với Bắc Kinh. Bảo Bình đã phục vụ trong nhiều năm với tư cách là thủ phủ của Trực Lệ, và là một trung tâm văn hóa quan trọng vào triều đại nhà Minh và đầu triều đại nhà Thanh. Trong phong trào Nghĩa Hòa Đoàn, phiến quân của phe nổi loạn đã giết chết một người Thổ Nhĩ Kỳ, hai người Thụy Sĩ và một người Ý ở Bảo Định.
Vào ngày 1 tháng 8 năm 1949, chính quyền nhân dân tỉnh Hà Bắc được thành lập, Bảo Định là thủ phủ của tỉnh và thành phố Bảo Định là một đô thị của tỉnh. Vào ngày 9 tháng 8, văn phòng thanh tra hành chính của quận Bảo Định đã được thành lập và được thành lập với tư cách là văn phòng thanh tra hành chính của quận hạt.
Vào tháng 5 năm 1958, thủ phủ của Hà Bắc được chuyển đến Thiên Tân. Vào tháng 1 năm 1966, thủ phủ của tỉnh được chuyển từ Thiên Tân trở lại Bảo Định. Tháng 2/1968, thủ phủ của tỉnh lại chuyển đến Thạch Gia Trang. Vào tháng 12 năm 1994, khu vực lân cận Bảo Định hợp nhất với Bảo Định để trở thành một thành phố tỉnh.
Vào tháng 4 năm 2017, Ủy ban Trung ương Đảng Cộng sản Trung Quốc, Hội đồng Nhà nước đã ra thông báo quyết định thành lập dự án mới Xiong ở 3 khu vực thuộc Bảo Định bao gồm huyện Hùng, Dung Thành và An Tân, một khu vực phát triển mới có ý nghĩa quốc gia, tập trung vào đổi mới, tính bền vững và chất lượng cuộc sống sau thành công của đặc khu kinh tế Thâm Quyến và Khu vực mới Phố Đông Thượng Hải.

## Địa lí
Bảo Định nằm ở phía tây gần trung tâm của tỉnh Hà Bắc và nằm trên bình nguyên Hoa Bắc, với dãy núi Thái Hành Sơn ở phía tây. Giáp các thành phố cấp tỉnh trong tỉnh là Trương Gia Khẩu ở phía bắc, Lang Phường và Thương Châu ở phía đông, và Thạch Gia Trang và Hành Thủy ở phía nam. Bảo Định cũng giáp thủ đô Bắc Kinh ở phía đông bắc và Sơn Tây ở phía tây.
Độ cao trong khu vực hành chính của Bảo Định giảm từ tây bắc sang đông nam. Các phần phía tây bị chi phối bởi các ngọn núi và đồi thường cao hơn 1.000 mét (3.300 ft); khu vực này bao gồm các phần của các quận Laishui, Yi, Mancheng, Shunping, Tang và Fuping cũng như toàn bộ quận Laiyuan, chiếm 30,6% diện tích của tỉnh. Đỉnh cao nhất là Núi Waitou (山), với độ cao 2.286 mét (7.500 ft). Di chuyển về phía đông nam từ khu vực này, người ta bắt gặp những ngọn núi và đồi thấp, chiếm 18,9% diện tích của tỉnh. Xa hơn về phía đông là địa hình bằng phẳng thường có độ cao từ 30 đến 100 mét (98 đến 330 ft). Ở đây, các con sông chính là Juma, Yishui (易水), Cao (漕河), Longquan (龙泉 河), Tang (唐河) và sông Sha. Hồ Baiyangdian, hồ tự nhiên lớn nhất ở miền Bắc Trung Quốc, có thể được tìm thấy gần đó.

### Khí hậu
Bảo Định có khí hậu lục địa ẩm, chịu ảnh hưởng của gió mùa (Köppen: Dwa),giáp với khí hậu bán khô hạn (Koppen:BSk)  đặc trưng bởi mùa hè nóng và ẩm do gió mùa Đông Á, và mùa đông lạnh, nhiều gió và khô do ảnh hưởng của áp cao Siberia. Mùa xuân có thể chứng kiến những cơn bão cát thổi đến từ thảo nguyên Mông Cổ, kèm theo thời tiết ấm lên nhanh chóng, nhưng nói chung là khô ráo. Mùa thu tương tự như mùa xuân về nhiệt độ và ít mưa. Lượng mưa hàng năm, khoảng 60% trong số đó chỉ rơi vào tháng Bảy và tháng Tám, rất khác nhau và không đáng tin cậy. Ở thành phố, con số này trung bình lên tới 513 mm (20,2 in) mỗi năm. Nhiệt độ trung bình 24 giờ hàng tháng dao động từ -3,2 °C (26,2 °F) vào tháng 1 đến 26,8 °C (80,2 °F) vào tháng 7 và trung bình hàng năm là 12,9 °C (55,2 °F). Có 2.500 đến 2.900 giờ xuất hiện ánh sáng mặt trời hàng năm và thời gian không có sương giá kéo dài 165−210 ngày.
| Dữ liệu khí hậu của Baoding (1971−2000)  | Dữ liệu khí hậu của Baoding (1971−2000) | Dữ liệu khí hậu của Baoding (1971−2000) | Dữ liệu khí hậu của Baoding (1971−2000) | Dữ liệu khí hậu của Baoding (1971−2000) | Dữ liệu khí hậu của Baoding (1971−2000) | Dữ liệu khí hậu của Baoding (1971−2000) | Dữ liệu khí hậu của Baoding (1971−2000) | Dữ liệu khí hậu của Baoding (1971−2000) | Dữ liệu khí hậu của Baoding (1971−2000) | Dữ liệu khí hậu của Baoding (1971−2000) | Dữ liệu khí hậu của Baoding (1971−2000) | Dữ liệu khí hậu của Baoding (1971−2000) | Dữ liệu khí hậu của Baoding (1971−2000) |
| Tháng                                    | 1                                       | 2                                       | 3                                       | 4                                       | 5                                       | 6                                       | 7                                       | 8                                       | 9                                       | 10                                      | 11                                      | 12                                      | Năm                                     |
| ---------------------------------------- | --------------------------------------- | --------------------------------------- | --------------------------------------- | --------------------------------------- | --------------------------------------- | --------------------------------------- | --------------------------------------- | --------------------------------------- | --------------------------------------- | --------------------------------------- | --------------------------------------- | --------------------------------------- | --------------------------------------- |
| Cao kỉ lục °C (°F)                       | 14.9 (58.8)                             | 23.1 (73.6)                             | 26.7 (80.1)                             | 33.8 (92.8)                             | 37.8 (100.0)                            | 41.6 (106.9)                            | 41.6 (106.9)                            | 37.7 (99.9)                             | 34.3 (93.7)                             | 31.0 (87.8)                             | 23.5 (74.3)                             | 17.1 (62.8)                             | 41.6 (106.9)                            |
| Trung bình ngày tối đa °C (°F)           | 2.5 (36.5)                              | 5.8 (42.4)                              | 12.6 (54.7)                             | 21.3 (70.3)                             | 27.0 (80.6)                             | 31.7 (89.1)                             | 31.7 (89.1)                             | 30.1 (86.2)                             | 26.5 (79.7)                             | 20.0 (68.0)                             | 10.8 (51.4)                             | 4.1 (39.4)                              | 18.7 (65.6)                             |
| Trung bình ngày °C (°F)                  | −3.2 (26.2)                             | −0.1 (31.8)                             | 6.6 (43.9)                              | 14.9 (58.8)                             | 20.6 (69.1)                             | 25.4 (77.7)                             | 26.8 (80.2)                             | 25.3 (77.5)                             | 20.6 (69.1)                             | 13.6 (56.5)                             | 5.1 (41.2)                              | −1.2 (29.8)                             | 12.9 (55.2)                             |
| Tối thiểu trung bình ngày °C (°F)        | −7.7 (18.1)                             | −4.7 (23.5)                             | 1.3 (34.3)                              | 8.8 (47.8)                              | 14.5 (58.1)                             | 19.6 (67.3)                             | 22.6 (72.7)                             | 21.4 (70.5)                             | 15.7 (60.3)                             | 8.7 (47.7)                              | 0.8 (33.4)                              | −5.2 (22.6)                             | 8.0 (46.4)                              |
| Thấp kỉ lục °C (°F)                      | −19.6 (−3.3)                            | −15.7 (3.7)                             | −14.8 (5.4)                             | −3.2 (26.2)                             | 5.5 (41.9)                              | 10.7 (51.3)                             | 13.4 (56.1)                             | 12.6 (54.7)                             | 5.7 (42.3)                              | −2.3 (27.9)                             | −11.6 (11.1)                            | −17.9 (−0.2)                            | −19.6 (−3.3)                            |
| Lượng Giáng thủy trung bình mm (inches)  | 2.0 (0.08)                              | 4.8 (0.19)                              | 8.0 (0.31)                              | 17.1 (0.67)                             | 32.6 (1.28)                             | 64.0 (2.52)                             | 172.2 (6.78)                            | 133.7 (5.26)                            | 43.1 (1.70)                             | 21.4 (0.84)                             | 10.5 (0.41)                             | 3.1 (0.12)                              | 512.5 (20.16)                           |
| Số ngày giáng thủy trung bình (≥ 0.1 mm) | 1.6                                     | 2.0                                     | 3.1                                     | 4.2                                     | 5.7                                     | 7.7                                     | 11.7                                    | 11.3                                    | 6.9                                     | 4.9                                     | 3.3                                     | 1.6                                     | 64.0                                    |
| Nguồn: Weather China                     |                                         |                                         |                                         |                                         |                                         |                                         |                                         |                                         |                                         |                                         |                                         |                                         |                                         |

## Các đơn vị hành chính trực thuộc
Địa cấp thị Bảo Định quản lý 24 đơn vị cấp huyện sau:
- Tân Thị (新市区)
- Tranh Tú (竞秀区)
- Liên Trì (莲池区)
- Từ Thủy (徐水区)
- Mãn Thành (满城区)
- Thanh Uyển (清苑区)
- thành phố cấp phó địa Định Châu (定州市)
- thành phố cấp huyện Trác Châu (涿州市)
- thành phố cấp huyện An Quốc (安国市)
- thành phố cấp huyện Cao Bi Điếm (高碑店市)
- Dịch huyện (易县),
- Lai Nguyên (涞源县)
- Thuận Bình (顺平县),
- Đường huyện (唐县),
- Vọng Đô (望都县)
- Lai Thủy (涞水县),
- Cao Dương (高阳县),
- Lễ (蠡县)
- Khúc Dương (曲阳县),
- Phụ Bình (阜平县),
- Bác Dã (博野县)
- Định Hưng (定兴县)
- Tân khu Hùng An (雄安新区)
- An Tân (安新县)
- Hùng huyện (雄县),
- Dung Thành (容城县)

## Nhân khẩu

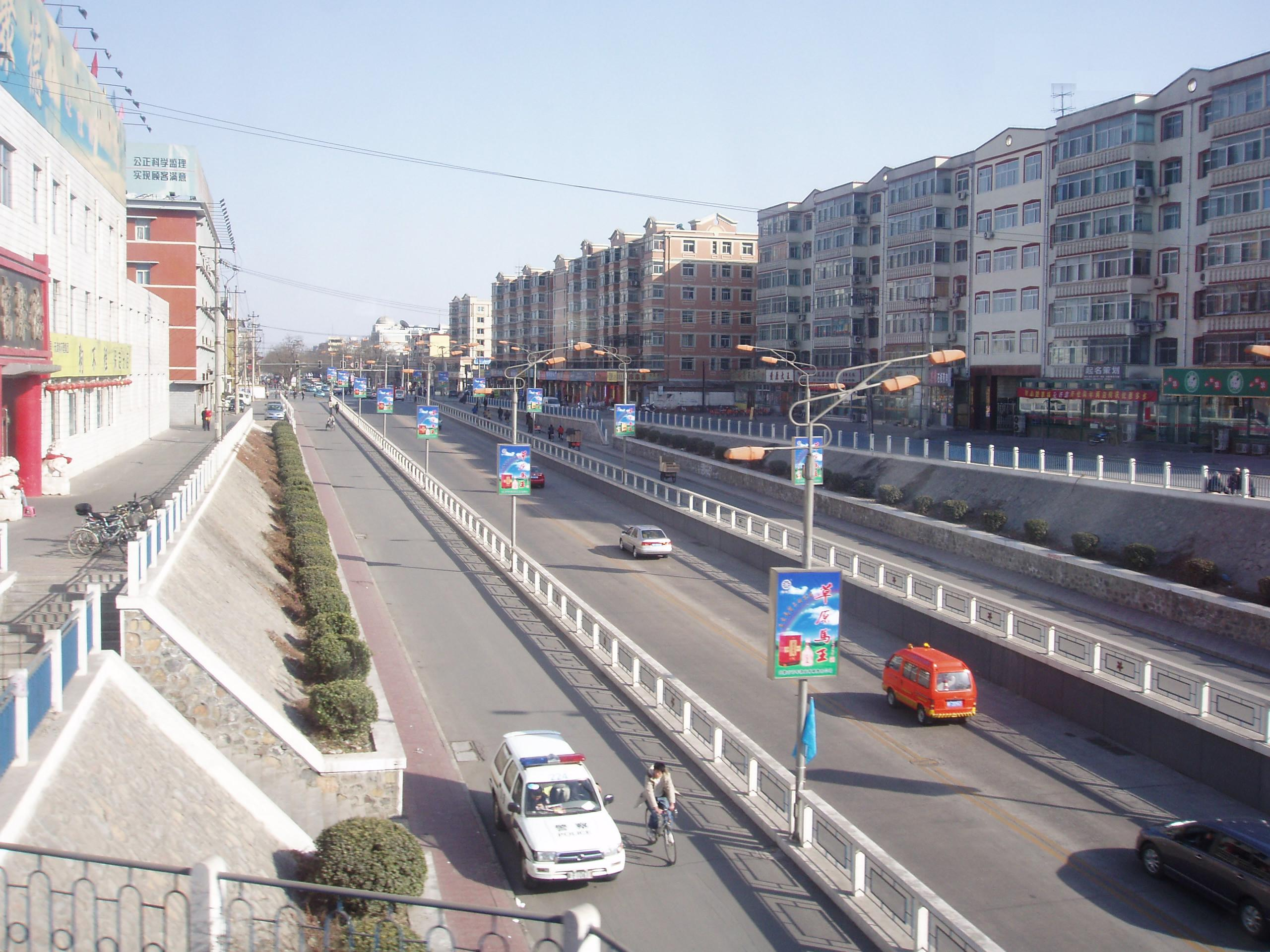
Một con đường ở Bảo Định

Theo Tổng điều tra dân số năm 2010, dân số cư trú ở mức 11.194.379, tăng 605.100 (5,71%) từ năm 2000. Tỷ lệ nam-nữ là 101,94: 100. Trẻ em từ 14 tuổi trở xuống là khoảng 1.915.800 (17,11% dân số), công dân từ 15 đến 64 được đánh số 8.370.600 (74,78%) và 65+ được xác định là 908.000 (8,11%). Khu vực đô thị của Bảo Định có dân số khoảng 1.006.000 (năm 2009). Phần lớn dân số là người Hán. Ngôn ngữ của người Bảo Định là tiếng Quan thoại - cụ thể là phương ngữ Quan thoại kiểu Hà Bắc. Bất chấp sự gần kề của Bảo Định với Bắc Kinh, người Trung Quốc ở Bảo Định có giọng nói đặc biệt không giống với phương ngữ Bắc Kinh - thay vào đó, nó liên quan chặt chẽ hơn với phương ngữ Thiên Tân.

## Kinh tế
Bảo Định nằm ở trung tâm của khu vực kinh tế Bột Hải bao gồm Bắc Kinh, Thiên Tân và Thạch Gia Trang. Một trong những nhà tuyển dụng lớn nhất ở Bảo Định là China Lucky Film, nhà sản xuất vật liệu cảm quang và ghi âm lớn nhất ở Trung Quốc. Và tập đoàn Yingli (thành lập năm 1987), nhà tài trợ World Cup 2010, có trụ sở tại Bảo Định, nhà sản xuất tấm pin mặt trời Top 10 toàn cầu. Các công ty nổi tiếng khác bao gồm ZhongHang HuiTeng Windpower Equipment Co., Ltd (Wind Turbine), Baoding Tianwei Group Co., Ltd (Transformer) và Great Wall Motor.
Bảo Định đang tự thúc đẩy để trở thành trung tâm sản xuất năng lượng mặt trời, gió và các nguồn năng lượng khác, bằng cách chuyển đổi các nguồn năng lượng này phục vụ cho sinh hoạt. Bảo Định là ví dụ điển hình về sự nỗ lực của chính phủ Trung Quốc trong việc kiếm lợi nhuận từ nhu cầu năng lượng sạch trên toàn cầu, thúc đẩy phát triển năng lượng mặt trời, gió và thủy điện để hạn chế nhu cầu ngày càng tăng về dầu và khí đốt nhập khẩu. Đồng thời, thành phố này cũng coi coi xuất khẩu công nghệ là một hướng đi để phát triển năng lượng sạch và tạo việc làm lương cao.
Năm 2006, lãnh đạo thành phố tuyên bố Bảo Định là "Thành phố năng lượng sạch". Hiện tại, Bảo Định có 2 phòng nghiên cứu của chính phủ và 170 công ty sản xuất thiết bị năng lượng sạch. Trong đó, công ty thiết bị năng lượng gió Zhonghang Huiteng là một trong những nhà sản xuất lớn nhất trong lĩnh vực tua bin gió. Các lĩnh vực khác Bảo Định phát triển bao gồm pin và truyền tải điện. Theo chính quyền thành phố, năm ngoái, các công ty năng lượng sạch của Bảo Định có doanh thu 7 tỉ đô la. Dự kiến, ngành này ở Bảo Định sẽ tăng khoảng 30% một năm đến năm 2016. Ngoài ra, chính quyền địa phương cũng phối hợp chặt chẽ với các công ty, tổ chức hội chợ việc làm, đào tạo và giúp đỡ để tuyển dụng nhân viên thông qua các trường học địa phương.
Vào tháng 4 năm 2017, một khu vực ở Bảo Định được chỉ định là Khu vực mới của Xiong, khu vực phát triển ban đầu là 100 km2 và lên tới 2000 km2, địa điểm cuối cùng sẽ là một thành phố mới và là trung tâm của Bắc Kinh-Thiên Tân- Khu vực phát triển Hà Bắc.

## Năng lượng tái chế
Thành phố Bảo Định có một trong những nhà máy lớn nhất của Trung Quốc chuyên sản xuất cánh quạt dùng trong máy phát điện tua bin gió, phục vụ chủ yếu cho thị trường nội địa. Công nghệ điện gió Tianwei là một trong ba nhà máy chính ở Bảo Định sản xuất máy phát điện gió. Nó đã sản xuất 20 tuabin đầu tiên vào năm 2008 và sẽ sản xuất 150 chiếc vào năm 2009 và 500 chiếc khác vào năm 2010. Tuy nhiên, Bảo Định hiện được liệt kê là thành phố ô nhiễm nhất ở Trung Quốc.

## Giao thông

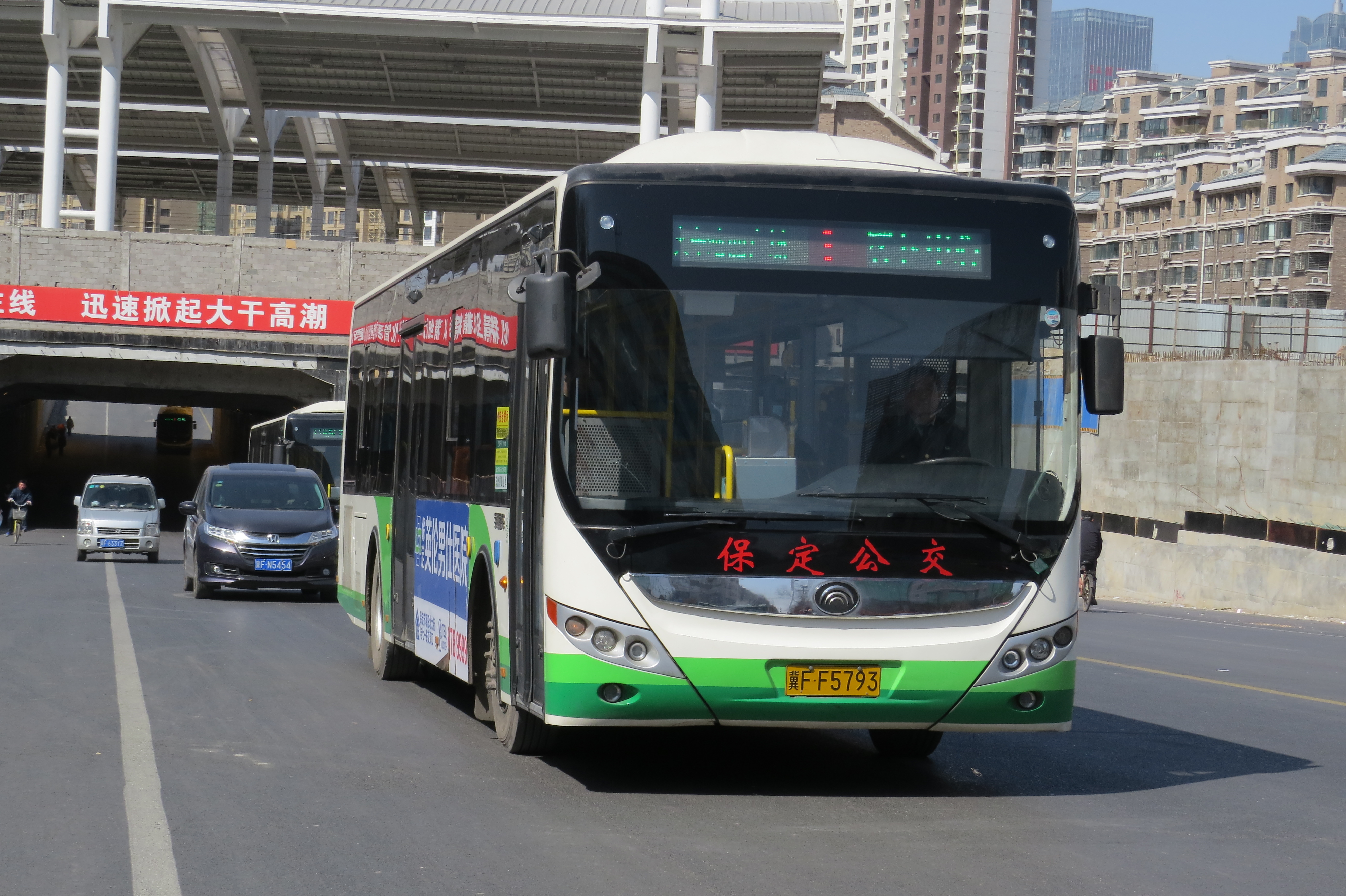
Một tuyến xe buýt trong thành phố

Bảo Định có kết nối tốt đến các thành phố khác, nằm trên một trong những tuyến đường chính trong và ngoài Bắc Kinh. Đường cao tốc Jingshi kết nối hai thành phố và Bảo Định cũng là điểm cuối phía tây của Đường cao tốc Baojin nối Bảo Đinh với Thiên Tân, là một trong hai cảng gần nhất (Huanghua là một trong hai cảng khác). Tuyến đường sắt Jingguang cung cấp dịch vụ thường xuyên đến Ga xe lửa Tây Bắc. Vào ngày 30 tháng 12 năm 2012, một nhà ga Bảo Định mới đã được mở, trong khi nhà ga xe lửa cũ đã đóng cửa. Ga xe lửa Bảo Định Đông nằm 9,5 km (5,9 mi) về phía đông trên tuyến đường sắt cao tốc Bắc Kinh - Quảng Châu - Thâm Quyến - Hồng Kông.

## Quân sự
Bảo Định là trụ sở của Quân đoàn Cơ giới 38 của Quân đội Giải phóng Nhân dân, một trong ba đội quân bao gồm Quân khu Bắc Kinh chịu trách nhiệm bảo vệ thủ đô của Trung Quốc.

## Văn hóa

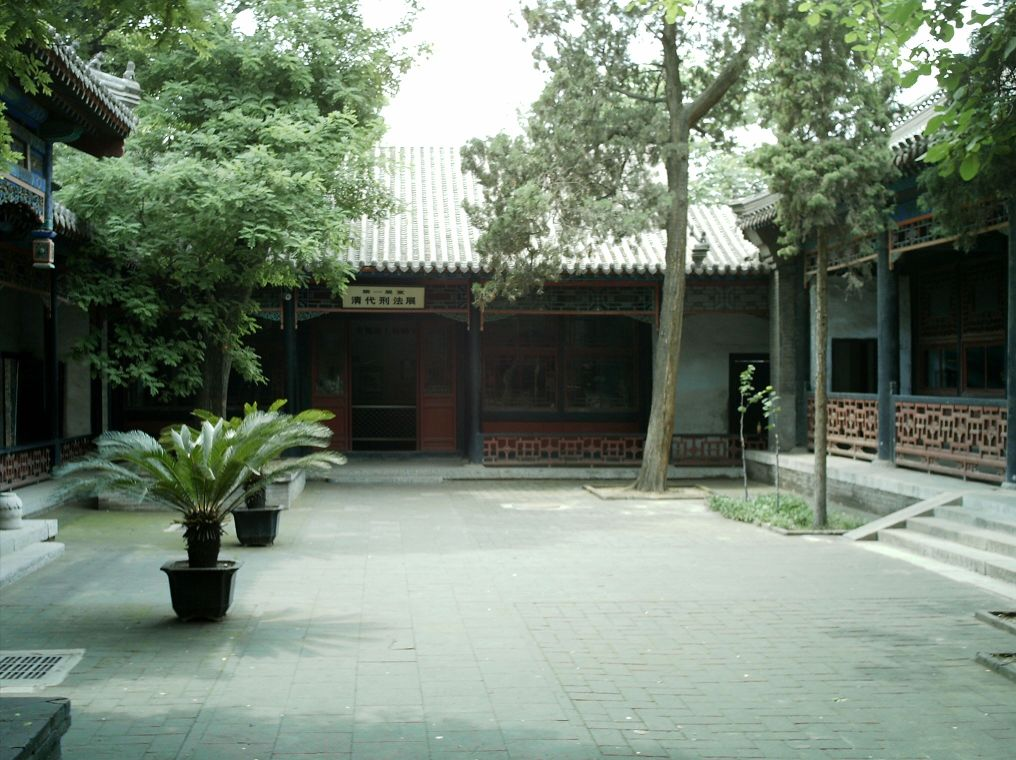
Một góc sân trong biệt thự của thống đốc Trực Lệ

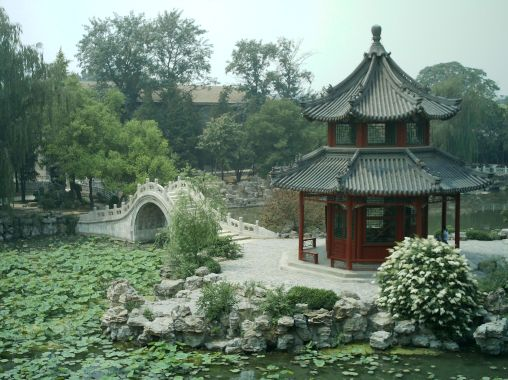
Vườn sen cổ ở Bảo Định

Có lẽ vật phẩm nổi tiếng nhất được cho là bắt nguồn từ Bảo Định là bóng Bảo Định, có thể được sử dụng để thư giãn bàn tay của một người và tăng sức mạnh cho cổ tay của một người. Món ăn đặc sản địa phương nổi tiếng nhất là bánh mì kẹp thịt lừa (tiếng Trung: 驴肉火烧).
An Tân, Bảo Định là nhà của Hiệp hội âm nhạc làng Quantou (头村), một nhóm nhạc truyền thống nổi tiếng biểu diễn trên guan (oboes), sheng (cơ quan miệng) và bộ gõ. Ngôi làng Quantou nằm trên một hòn đảo ở hồ Baiyangdian.
Các đường phố của thành phố theo mô hình lưới thô, mặc dù điều này ít rõ ràng hơn ở phần cũ của thành phố. Con đường chính truyền thống của Bảo Định cũ là đường Yuhua, chạy từ trung tâm thành phố đến rìa phía đông - hầu hết các tòa nhà lịch sử của thành phố nằm ở khu vực này, cùng với một số trung tâm mua sắm lớn hơn. Các đường phố lớn khác bao gồm đường Đông Phong và Đại lộ Triều Dương. Có một đường vành đai quanh thành phố.
Bảo Định là nhà của Đại học Hà Bắc, Đại học Điện lực Bắc Trung Quốc với 3 trường đại học và 12 trường cao đẳng khác.
Bảo Định có một số địa điểm lịch sử đáng chú ý. Trong thành phố, có thể tìm thấy biệt thự của một thống đốc tỉnh lịch sử và một vườn sen cổ truyền thống. Trên những ngọn đồi ở phía tây bắc thành phố, gần ngoại ô Mãn Thành, có lăng mộ của hoàng tộc nhà Hán, nơi chôn cất tổ phụ của vua thời Tam Quốc Lưu Bị là Lưu Thắng và vợ là vương phi Đậu thị. Ở khu vực ngoại ô còn có Thanh Tây lăng, lăng tẩm của 79 thành viên thuộc hoàng tộc nhà Thanh, trong đó có 4 hoàng đế của vương triều này.
Khu vực hành chính Bảo Định rộng lớn hơn có 16 di tích văn hóa cấp nhà nước được chỉ định.